# Ich weiß wohin ich gehe
Ich weiß wohin ich gehe ist ein britischer Liebesfilm aus dem Jahr 1945 des Produzenten- und Regieduos Michael Powell und Emeric Pressburger.

## Handlung
Joan Webster, eine ambitionierte junge Britin aus der Mittelschicht in Manchester, weiß immer ganz genau, „wohin sie gehen will“ in ihrem Leben. Um den steinreichen, wesentlich älteren Industriellen Sir Robert Bellinger zu heiraten, reist sie nach Kiloran, einer Insel der Hebriden. Schlechtes Wetter hindert Joan daran, die letzte Etappe ihrer Reise, eine Bootsüberfahrt nach Kiloran, in Angriff zu nehmen. Auf der Isle of Mull muss sie mit einer Gruppe von Leuten auf eine Besserung der Wetterlage warten. Sie lernt den Navy-Offizier Torquil MacNeil kennen, dessen Heimat Kiloran ist. Sie verbringen die Nacht im Hause von Torquils Bekannten Catriona Potts.
Am nächsten Tag wollen Joan und Torquil den Bus nach Tobermory, dem Hauptort der Insel, nehmen. Unterwegs kommen sie an den Ruinen von Moy Castle vorbei. Joan will sich die Ruinen unbedingt anschauen, doch Torquil weigert sich, das Gelände zu betreten. Joan erinnert ihn daran, dass der Fluch von Moy Castle nur den Laird, den Besitzer von Kiloran betreffe. Torquil gibt sich als Laird of Kiloran zu erkennen, Bellinger ist nur der Pächter der Insel. Das Wetter verschlechtert sich wieder, Torquil nimmt die Gelegenheit wahr und flirtet weiter mit Joan, die zwischen ihrem Ziel reich zu heiraten und ihren Gefühlen für Torquil hin- und hergerissen ist.
Joan entschließt sich, ihren ursprünglichen Plan weiter zu verfolgen. Sie will den Bootsbesitzer Mhor zur Überfahrt bewegen, doch der erfahrene Seemann warnt sie vor den Gefahren. Joan bringt den jungen Kenny auf ihre Seite, dem sie Geld leiht, damit er sich Anteile an Mhors Boot kaufen und dessen Tochter Bridie heiraten kann. Torquil erfährt von Joans Plänen und versucht, sie ihr auszureden. Sie bleibt jedoch hartnäckig, so dass Torquil sich gezwungen sieht, auch an Bord zu gehen. Bei der Überfahrt werden die Maschinen des Bootes geflutet. Das Boot gerät in der Straße von Corryvreckan in den berüchtigten Strudel. Torquil kann gerade noch rechtzeitig den Motor wieder anwerfen, die Gruppe kann somit sicher nach Mull zurückkehren.
Als das Wetter endlich aufklärt, verabschiedet sich Joan von Torquil, der sich daraufhin nach Moy Castle aufmacht, um dem Fluch auf den Grund zu gehen. Torquil erfährt, was es mit dem Fluch auf sich hat. Jahrhunderte zuvor wurde das Schloss von einem von Torquils Vorfahren gestürmt, um seine untreue Ehefrau und ihren Geliebten zu fassen. Der Vorfahr sperrte das Paar in ein mit Wasser gefülltes Loch. Die beiden konnten nur mühsam auf einem kleinen Stein stehen, um den Mund über Wasser zu halten. Als die Kräfte nachließen, fielen beide ins Wasser. Vorher verfluchte die Frau die Inselbesitzer. Jeder Mann, der die Insel verlasse, würde sich bis zum Ende seiner Tage an eine Frau binden. Torquil schaut auf und sieht, wie Joan die Ruine betritt.

## Hintergrund
Gedreht wurde der Film der von Michael Powell und Emeric Pressburger gegründeten Produktionsgesellschaft The Archers, der ein geschätztes Budget von rund 200.000 Pfund hatte, auf der schottischen Insel Mull. Etwa 40.000 Pfund wurden für die Simulation des Strudels aufgewandt, wobei auch echte Aufnahmen des Strudels Verwendung fanden, die Michael Powell selber mit einer Handkamera aufnahm.
Powell und Pressburger planten ursprünglich, einen aufwendigen Film in Technicolor über die anglo-amerikanischen Beziehungen zu drehen. Jedoch waren die Kameras zu der Zeit nicht erhältlich, da sie von der US-Army zur Produktion von Trainingsfilmen benutzt wurden. Erst ein Jahr später entstand das Drama Irrtum im Jenseits (OT:  A Matter of Life and Death) in der geplanten Farbversion.
Da Roger Livesey zeitgleich an einem Theater im Londoner West End in dem Stück The Banbury Nose von Peter Ustinov spielte, wurden die Szenen mit ihm in einem Londoner Studio gedreht. Für Aufnahmen aus der Ferne wurde ein Double eingesetzt. Michael Powell selber gab später an, 20 junge Männer getestet zu haben, bevor das passende Double gefunden werden konnte. Roger Livesey kam ins Studio und lehrte das Double, wie es zu gehen und stillzustehen habe. James Mason, der ursprünglich für die Rolle des Torquil MacNeil vorgesehen war, lehnte ab, als ihm mitgeteilt wurde, dass unter unangenehmen Bedingungen auf den Hebriden gedreht werden würde.
Roger Liveseys war zuvor durch eine Powell/Pressburger-Produktion bekannt geworden. In deren Kriegsfilm Leben und Sterben des Colonel Blimp spielte er die Titelrolle. Powell hielt Livesey für zu alt und zu übergewichtig für die Rolle des Torquil. Erst als Livesey abgespeckt und sein Haar gebleicht hatte, engagierte ihn Powell. Auch Wendy Hiller war bereits bei Colonel Blimp für die weibliche Hauptrolle vorgesehen, musste jedoch absagen, sodass diese am Ende von Deborah Kerr gespielt wurde.
Zur weiteren Besetzung gehörte Pamela Brown in der Rolle der Catriona Potts, die nach den Dreharbeiten Michael Powell heiratete. Die 13-jährige Petula Clark war als Sängerin, insbesondere zur Truppenunterhaltung während des Krieges, bekannt. In diesem Film hat sie eine Nebenrolle als altkluge Tochter des versnobten Ehepaares Robinson. Mit Titeln wie Monsieur, Downtown und mehreren Stücken in deutscher Sprache wurde Clark in den 1960er-Jahren auch in Deutschland ein Star.
Der Film wurde am 16. November 1945 in London uraufgeführt. In Deutschland erschien er erstmals am 26. Juli 1946 in den Kinos.

## Kritiken
In einer zeitgenössischen Kritik meinte James Agee für die Time, Ich weiß wohin ich gehe „versucht nicht einmal, ein großer Film zu sein, aber ist ein sehr guter in seiner charmanten, unprätentiösen Art“. Miss Hiller und Mr. Livesey würden „wunderbar“ die Hauptfiguren verkörpern, die Liebesgeschichte spielen nicht zwischen den „üblichen Film-Papierpuppen, sondern zwischen zwei sympathischen, stark individualisierten Menschen“. Nebenher würden Powell und Pressburger auf bemerkenswerte Weise Landschaft und Menschen erkunden, ihre „Studie ist niemals urig, reiseberichthaft, erzieherisch oder herablassend.“ Agee meinte, der Film sei eine „Leistung in zivilisierter Komödie; sogar in seinen ernsten und noblen Momenten erhält er sich eine elegante, zärtliche Fröhlichkeit.“

„In der Handlung einfach angelegte, aber ebenso charmante wie geistreiche romantische Komödie, angereichert mit der Folklore und den landschaftlichen Schönheiten Schottlands.“

„Dieses romantische Märchen leidet alleine an den altmodischen Darbietungen ihrer Hauptdarsteller.“

„Aus vielen Gründen eine der überzeugendsten Filmromanzen […] eine Art romantisches Spannungsdrama, welches wunderschön gespielt, geschrieben und inszeniert wurde.“

„Wahrscheinlich die einzigen Filmemacher, die die männliche Hauptrolle Torquil nennen können, kombinierten The Archers Komödie, Romanze und Spannung mit Hebriden-Mythologie, skandinavischen Legenden, Ahnenverfluchungen und weiteren bezeichnenden Symbolen (Falken, Inseln, einem Strudel), alles ergänzt durch die poetische Kameraarbeit Erwin Hillers.“

„[Der Film] ist ein absoluter Genuss vom Anfang bis zum Ende, der makellos Romanze, Komödie, Fantasy und Folklore kombiniert und einen einzigartigen Stil kreiert, den man nur als ‚magischen Realismus‘ bezeichnen kann.“

„Keiner [von Powells und Pressburgers Filmen] ist so charmant, liebevoll und anschauenswert.“